# (4259) McCoy
(4359) McCoy ist ein Hauptgürtelasteroid, der am 16. September 1988 von Schelte John Bus vom Cerro Tololo Inter-American Observatory aus entdeckt wurde.
Der Asteroid ist nach Timothy J. McCoy benannt, dem Kurator der nationalen Meteoritensammlung im Washingtoner National Museum of Natural History.